# 唯一者

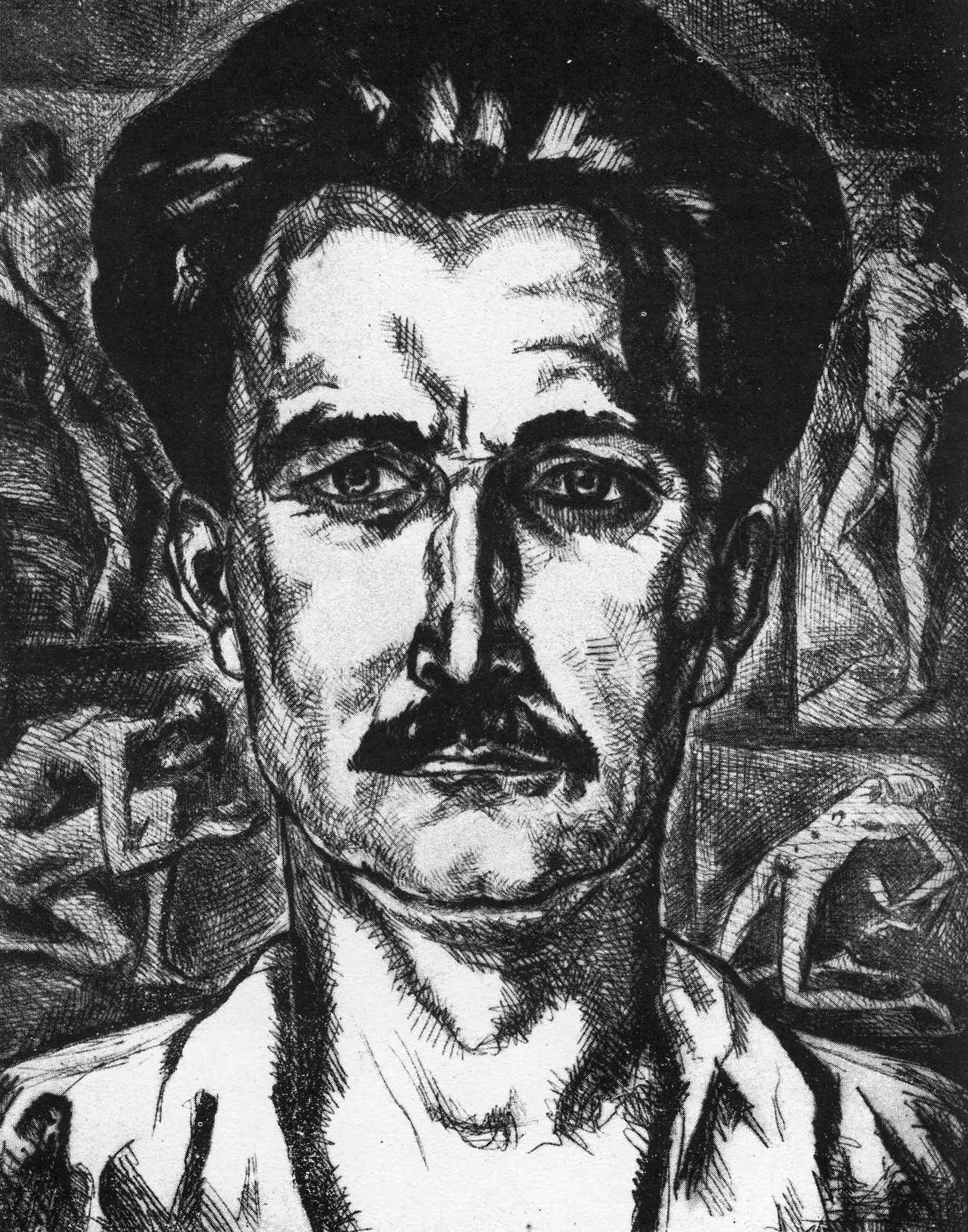
1924年版画中的阿道夫·布兰德

《唯一者》（德語：Der Eigene）是世界上第一本同性恋杂志，它由阿道夫·布兰德于1896年至1932年在柏林出版。布兰德贡献了许多诗歌和文章；其他贡献者包括作家本尼迪克特·弗里德兰德、汉斯·海因茨·埃沃斯、埃里希·米萨姆、库尔特·希勒、恩斯特·伯查德、约翰·亨利·麦凯、特奥多尔·莱辛、克劳斯·曼和托马斯·曼，以及艺术家威廉·馮·格魯登、费度斯和萨沙·施奈德。该期刊在发行期间平均每期有大约1500名订阅者，但确切数字尚不确定。